# Euro Saloon & Sportscar Championship
Het Euro Saloon & Sportscar Championship is een van oorsprong Brits tourwagen kampioenschap. Dit kampioenschap is ontstaan uit het Formula Saloon Championship, de Southern Saloon & Sports Series, het Northern Saloon & Sportscar Championship en het Scottish Sports & Saloon Car Championship. Deze kampioenschappen verloren langzaam aan populariteit waarna de organisaties in 2004 de handen ineen sloegen en een gezamenlijk kampioenschap begonnen.

## Klasses

### Class A
Alle gemodificeerde auto's met een bouwjaar vanaf 1995 en een motorinhoud van meer dan 3.000 cc zijn hier toegestaan. Alle DTM tourwagens, en auto's met middenmotor zijn toegestaan.
- Noble M12
- Lotus Exige

### Class B
Deze klasse is voor gemodificeerde auto's met een motorinhoud tussen 1750 cc en 3000 cc. Gemodificeerde productieauto's ouder dan 1995 mogen echter een motorinhoud hebben van meer dan 3450 cc. Productieauto's van voor 1995 mogen een motorinhoud hebben van meer dan 6000 cc. De tweezitters met een middenmotor moeten een motorinhoud tussen 1600cc en 3000cc hebben, mits ze een normale ontbranding hebben. De Renault Clio's die in deze klasse rijden doen mee voor het klassekampioenschap en de Clio Challenge.
- Lancia Kappa
- Seat Leon Cupra

### Class C
In Class C geldt voor gemodificeerde auto's een maximale motorinhoud van 1750 cc. De gemodificeerde fabrieksauto's moeten een motorinhoud hebben tussen de 2000 cc en 3450 cc. De gewone productieauto's moeten een motorinhoud hebben tussen de 3500cc en 6000cc. Voor de tweezitters met een middenmotor geldt een motorinhoud van maximaal 1600cc.
- Vauxhall Vectra Sri
- Volkswagen Golf MK IV

### Class D
De gemodificeerde productie auto's mogen in deze klasse een motorinhoud hebben tussen de 1600 cc en 2000 cc. Voor productieauto's in deze klasse geldt een motorinhoud tussen 2000 cc en 3500cc.
- Honda Civic Type R
- Renault Mégane Coupé

## Kampioenen
| Jaar | Class A         | Class B       | Class C         | Class D            | Class E       |                |
| ---- | --------------- | ------------- | --------------- | ------------------ | ------------- | -------------- |
| 2004 | Peter Challis   | Tim Lewis     | Nigel Ainge     | Matt Hale          | Neville Moore |                |
| 2005 | Tony Soper      | Jason Holmes  | Richard Buckley | Tim Morgan-Barrett | Simon Jackson |                |
| 2006 | John Hammersley | Jason Holmes  | Jim Mepham      | Mark Hammersley    | Simon Jackson | Clio Challenge |
| 2007 | Mal Davison     | Steven Taylor | Stephen Pearcy  | Simon Taylor       | Simon Jackson | David Pierce   |